# Fugenmalerei

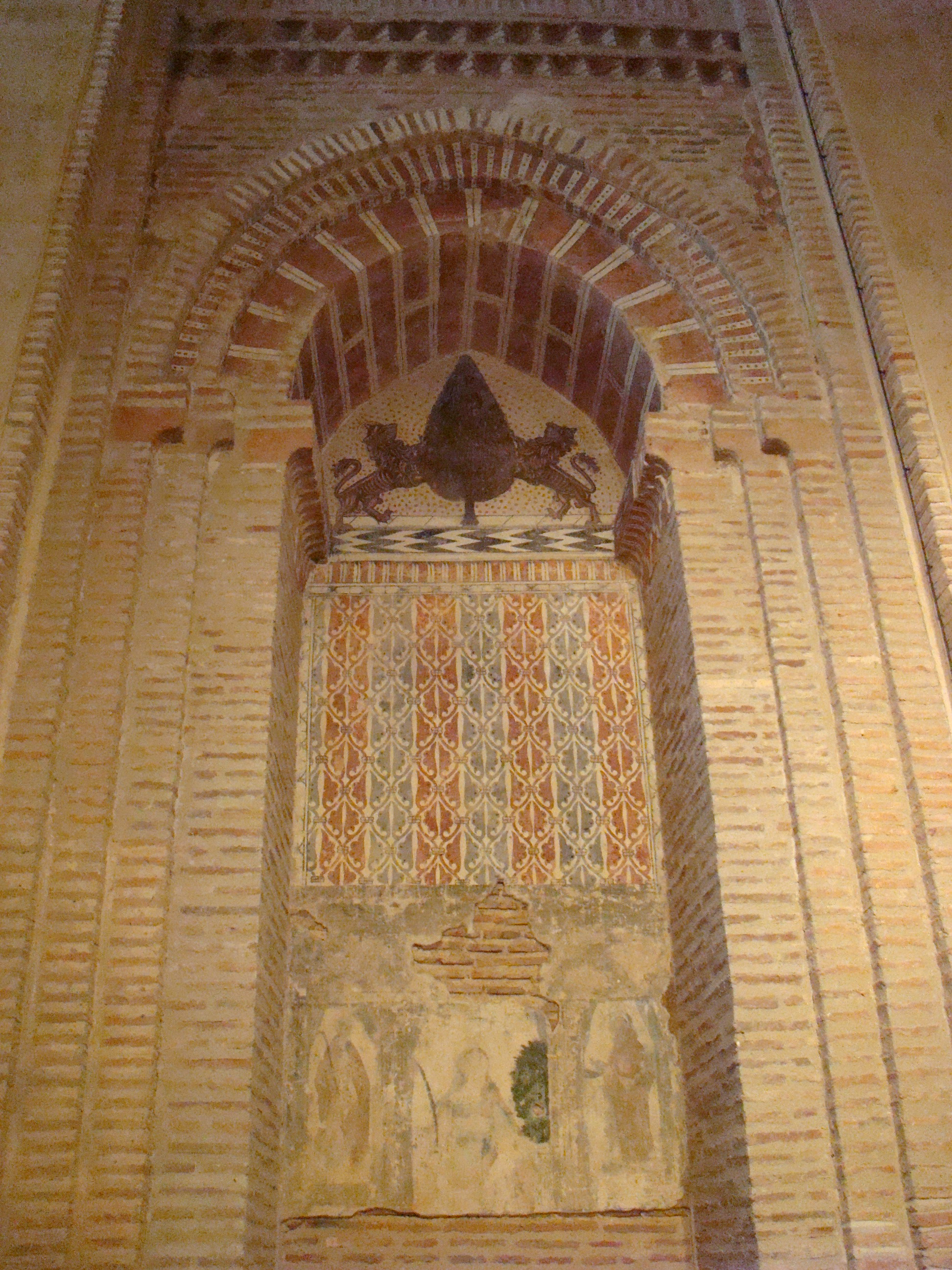
Iglesia San Salvador in Toro (Spanien) – Fugenmalerei im inneren Bogen

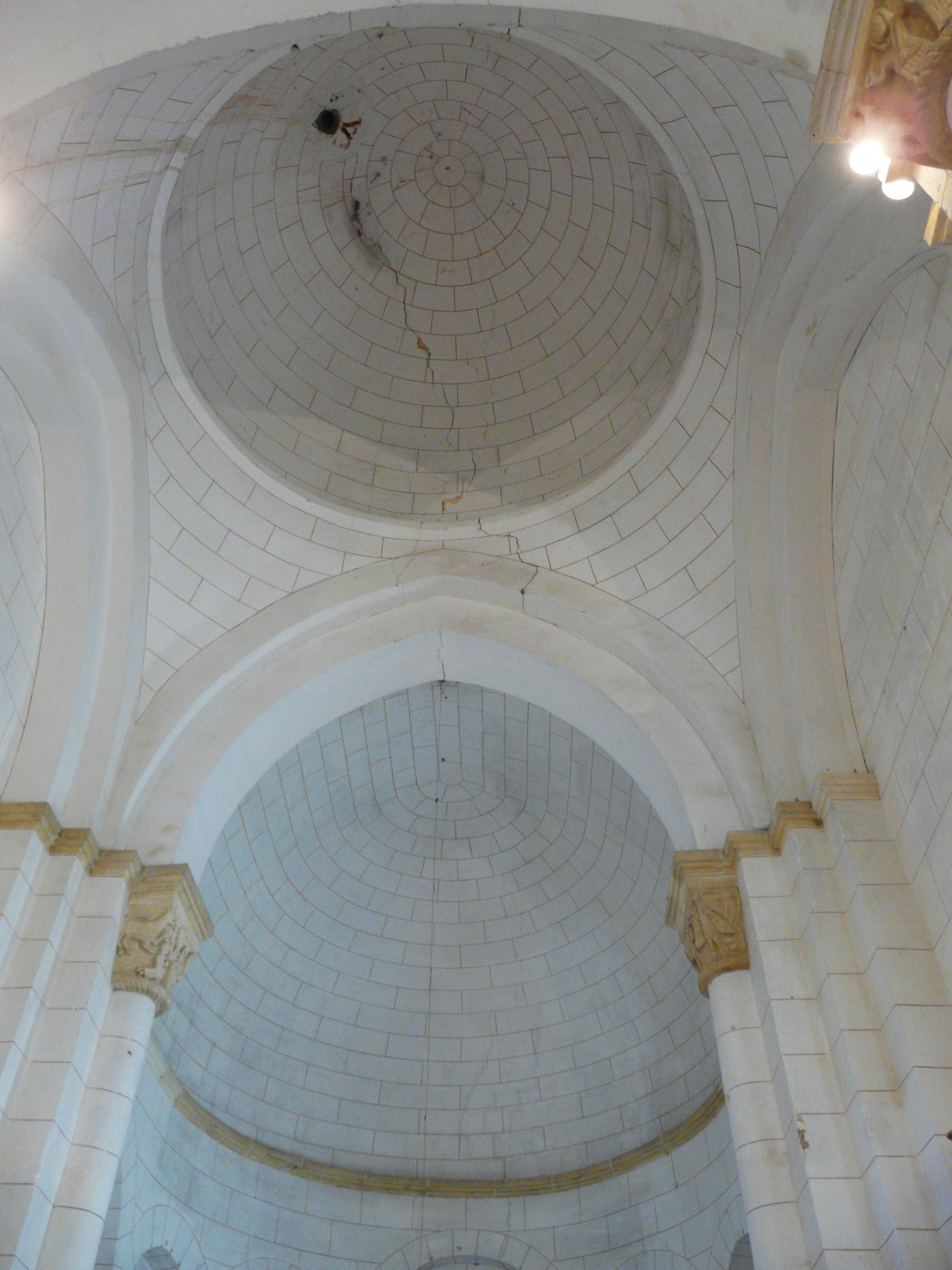
Église Notre-Dame de l’Assomption de Cause in Cause-de-Clérans (Frankreich) – Fugenmalereien in Apsis und Vierung

Unter Fugenmalerei versteht man einen Bereich der illusionistischen Malerei, bei der regelmäßiges Mauerwerk durch entsprechende Malereien auf Putz nachgeahmt wird.
Durch Strukturierung des Putzes suggerierte Mauerfugen bezeichnet man dagegen als Fugenschnitt.

## Geschichte
Fugenmalerei gab es bereits in der griechischen und römischen Antike. Im Mittelalter, in der Renaissance, im Barock und selbst in der historisierenden Architektur des 19. Jahrhunderts kommen Fugenmalereien überwiegend im Innern von Kirchen, Burgen bzw. Schlössern und Bürgerhäusern vor.
Manchmal wurden ganze Wände oder Wandteile entsprechend bemalt; häufig sind Fugenmalereien auch an Säulen, Pfeilern, Bögen und Gewölben, wo sie solides Mauerwerk und damit auch die Haltbarkeit von Bögen optisch vortäuschen.
Durch natürliche Einwirkungen (Wasser- und Frostschäden), aber auch aufgrund des Vordringens einer romantisierenden steinsichtigen Architektur in der Kunsttheorie des 19. Jahrhunderts wurden viele Fugenmalereien zerstört.

## Funktion und Symbolik
Putz und Fugenmalereien verbergen das unansehnliche Chaos von Mauern aus (weitgehend) unbehauenen Natursteinen und suggerieren stattdessen Regelmäßigkeit, Ordnung, Beständigkeit und somit Dauerhaftigkeit – Dinge, die für den Glauben insgesamt, speziell jedoch für die Volksreligiositat von großer Wichtigkeit waren.

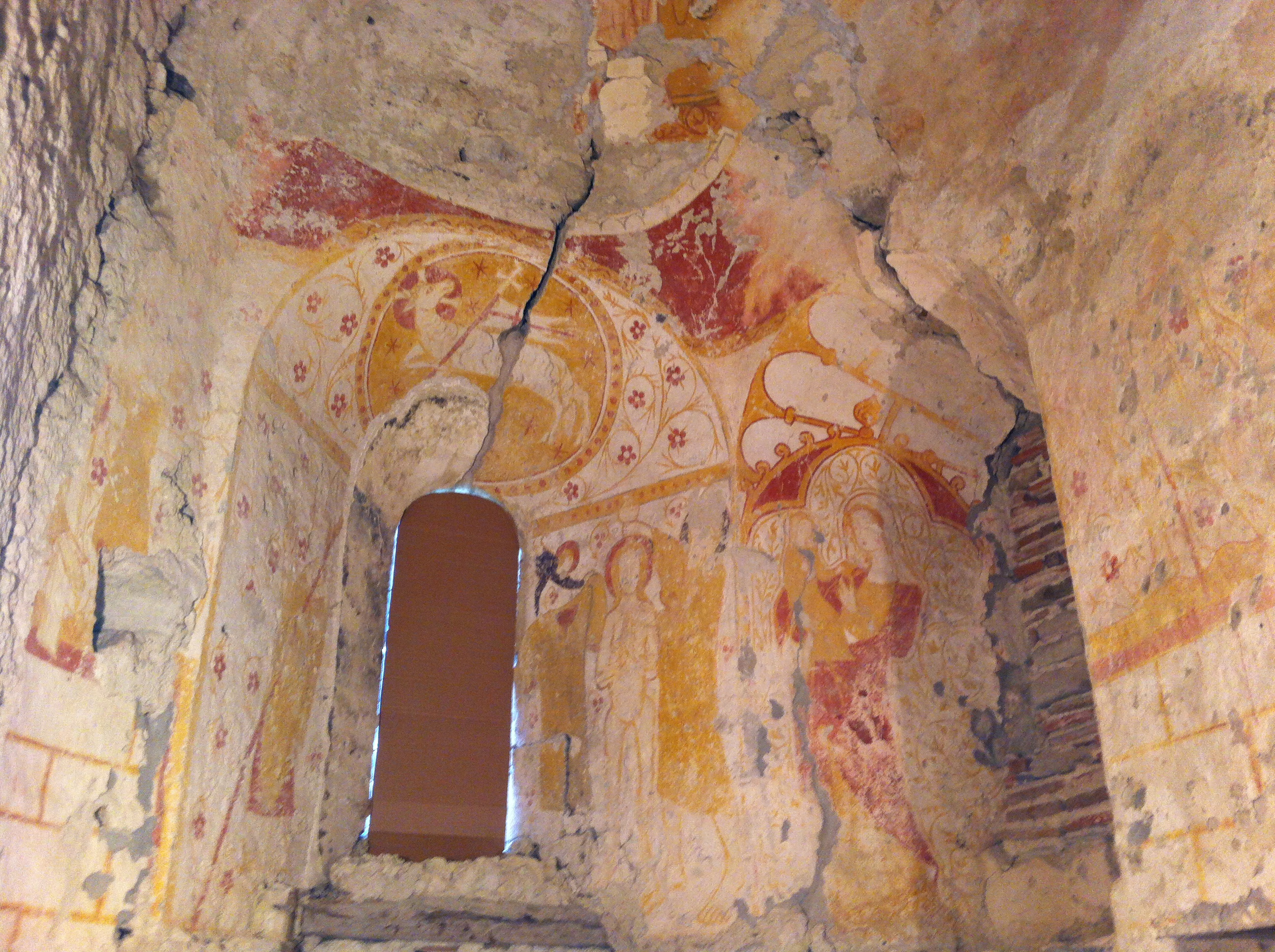
Église Saint-André in Taxat, Auvergne
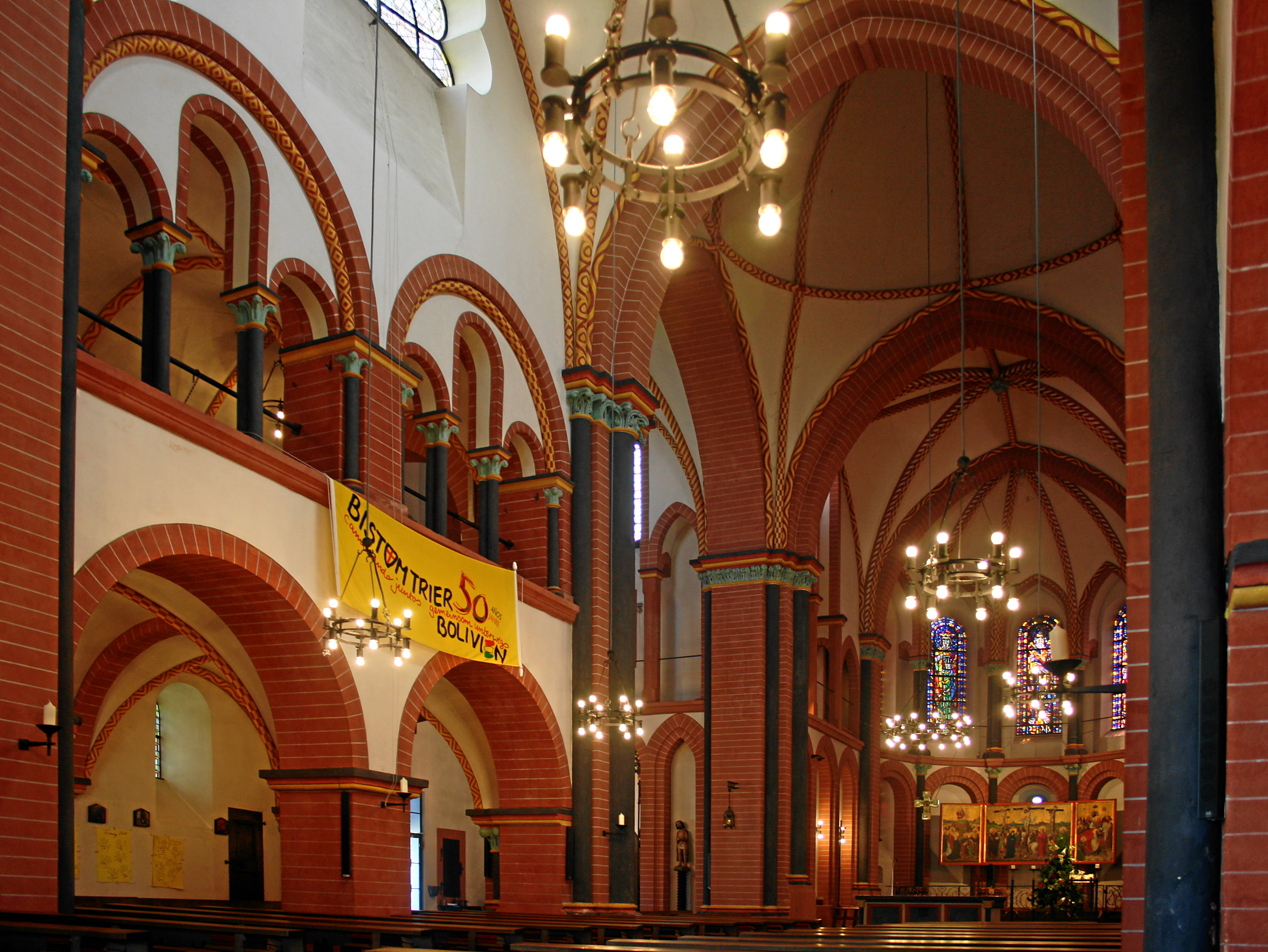
Sankt Peter in Sinzig
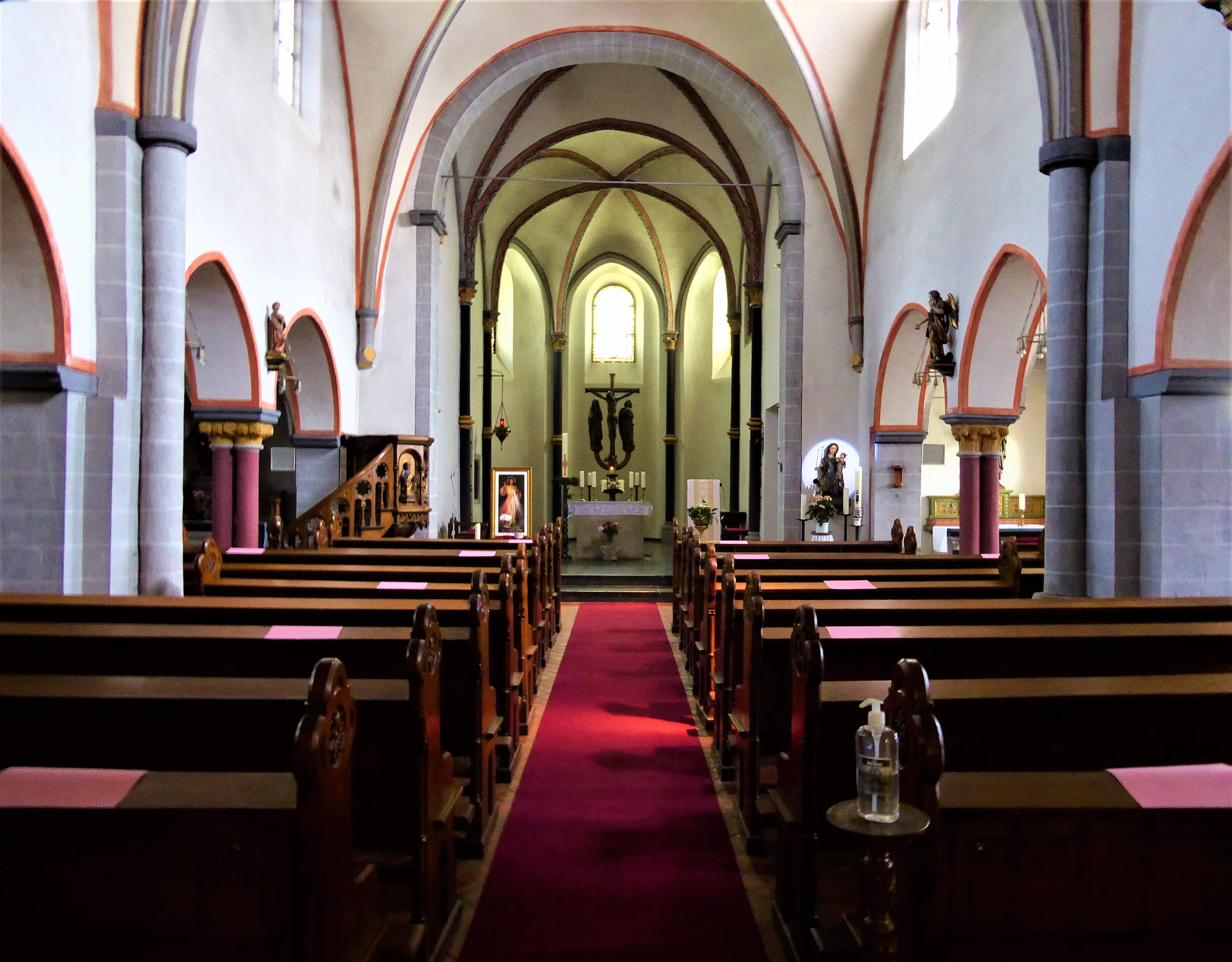
Sankt Amandus in Köln-Rheinkassel
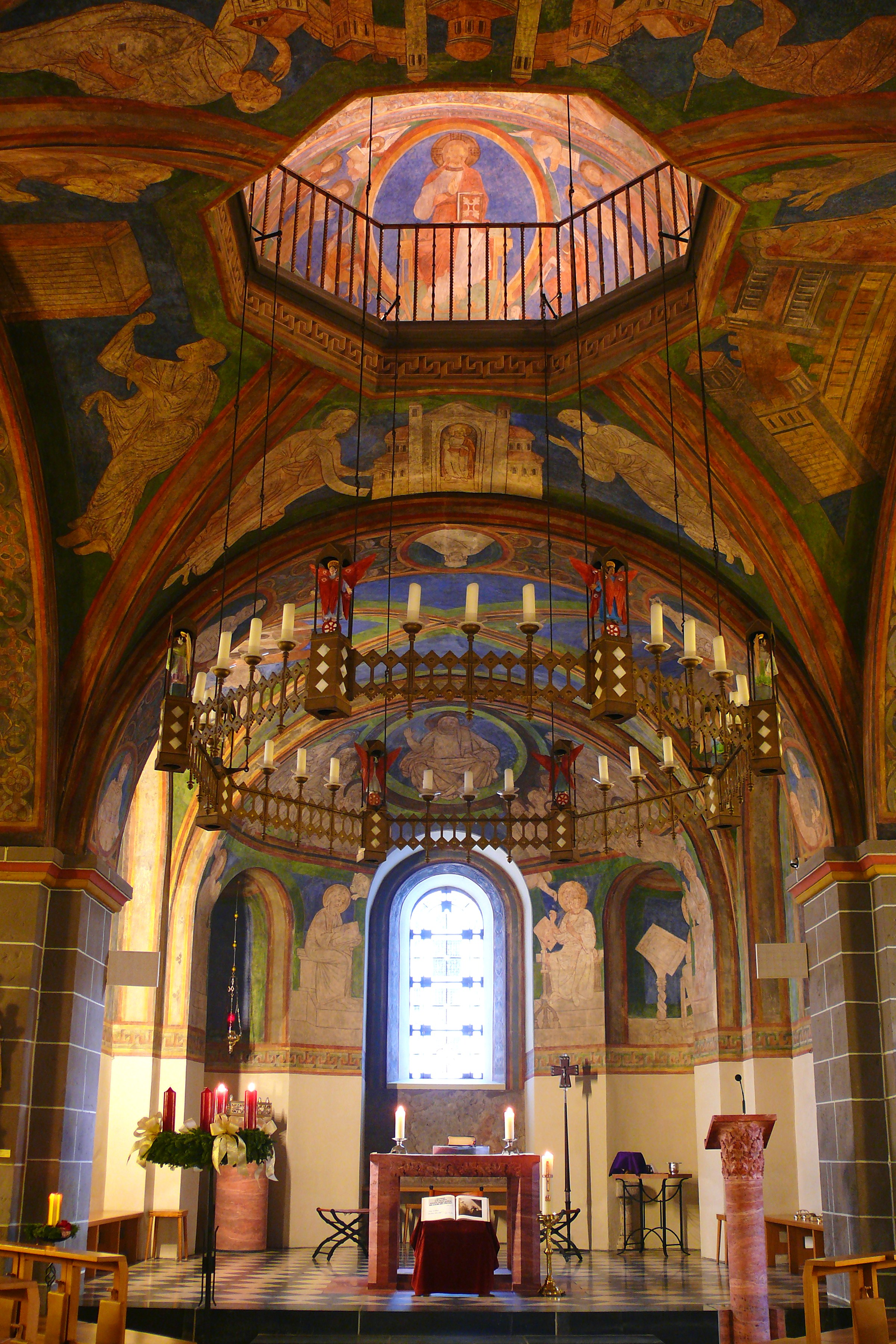
St. Maria und Clemens in Schwarzrheindorf